# Обри, Манон
Мано́н Обри́ (фр. Manon Aubry; род. 22 декабря 1989, Фрежюс) — французский политик, евродепутат (с 2019).

## Биография
Окончила лицей в Сан-Рафаэле (департамент Вар), где впервые проявила политическую активность, участвуя в протестах против реформ Франсуа Фийона и закона о первом найме, призывала голосовать «нет» на референдуме о принятии Конституции Европейского союза. Впоследствии окончила парижский Институт политических наук, где возглавляла отделение Национального союза студентов Франции, близкого Социалистической партии. Защитила дипломную работу на тему международных отношений и прав человека. Также училась в Колумбийском университете (Нью-Йорк).
Работала в неправительственной организации Врачи мира в Либерии, затем в Картеровском центре в Демократической Республике Конго. Позднее перешла во французское подразделение Оксфам, стала его пресс-секретарём, изучала проблему уклонения от налогов, написав несколько работ об оффшорах. Четыре года занималась водным поло. Вступила в левую партию Непокорённая Франция и возглавила её список на европейских выборах 2019 года.
По итогам голосования 25 и 26 мая 2019 года избрана в Европарламент, вошла во фракцию Европейские объединённые левые / Лево-зелёные Севера, стала её сопредседательницей.